# Шамир Соломона
Шамир (др.-евр. שמיר‬) — материал, либо червь, способный разрезать камни, металлы и алмазы. Согласно Гемаре, шамир использовался при строительстве Первого Храма вместо режущих инструментов, так как орудия, которые могут нести кровопролитие, не подходят для мирного храма.
Шамир также использовался Моисеем для изготовления наперсника.
Согласно Агаде, шамир был седьмым из десяти чудес, созданных Богом в сумерки первой пятницы, перед закатом солнца; за ним были созданы и принадлежности письма — стилос и скрижали Завета.

## Внешний вид
Размером шамир был с ячменное зерно. Он хранился в свинцовом ящике, наполненном ячменным солодом и положенном в губчатые шерстяные мешки.

## Легенды других народов
Легенда о шамире (или о веществах, дробящих камень, переносимых птицей) перешла к грекам.
Вариант легенды упоминается у Элиана, в английской версии «Римских деяний», Петра Коместора, Гервазия, Конрада Мегенбергского, а также в легендах Нормандии и Исландии.

## Происхождение
Существуют несколько легенд происхождения шамира.
Согласно одной из них, шамир был принесён орлом из рая царю Соломону.
По другим легендам, Соломон получил шамир от Асмодея. Эти легенды народные, вавилонского происхождения, и не зафиксированы в Талмуде.
Считается, что шамир исчез после постройки Храма.